# Temporada da NHL de 1938–39
A temporada da NHL de 1938–39 foi a 22.ª  temporada da National Hockey League (NHL). Sete times jogaram 48 partidas cada. O Boston Bruins foi o campeão da Stanley Cup ao bater o Toronto Maple Leafs por 4-1 na série final.

## Negócios da Liga
Bem próximo ao início da temporada 1938-39, a liga teve um encontro para decidir o destino dos Maroons. Eles requereram uma mudança para St. Louis, mas isso foi rejeitado após uma discussão considerável. E então, o Montreal Maroons saiu da liga. Eles venderam a maioria de seus jogadores para os Canadiens. Com apenas sete times restando, a NHL decidiu voltar ao formato de uma divisão.
A NHL institiu a regra do icing em 13 de março de 1939.

## Temporada Regular
Antes do início da temporada, o Boston Bruins vendeu o seu goleiro astro, Tiny Thompson, que havia acabado de ganhar pela recorde quarta vez o Troféu Vezina, ao Detroit Red Wings. A torcida pensou que Art Ross estava louco, mas logo eles estavam aplaudindo o estreante Frank Brimsek, e os Bruins terminariam na liderança pela primeira vez e também conquistariam a Stanley Cup de forma inétida. Ele bateu a sequência de partidas de Thompson com um recorde de três partidas consecutivas sem levar gols. Ele praticamente igualou seu novo recorde com mais três. Ele terminou a temporada com 10 partidas sem ser vazado, e ganhou o apelido "Mr. Zero". Ele também se tornou o primeiro goleiro a ganhar tanto o Troféu Vezina quanto o Troféu Memorial Calder na mesma temporada.
Um acontecimento triste deu-se em 7 de dezembro quando Joseph Cattarinich morreu de ataque cardíaco após uma operação nos olhos. Cattarinich era o goleiro original do Montreal Canadiens quando eles foram formados em 1909 e posteriormente um dos donos do time. Ele tinha 57.
O Montreal Canadiens decaiu ao ponto que Jules Dugal substituiu Cecil Hart como administrador e técnico. Dugal não foi muito melhor e os Canadiens terminaram em sexto. Uma nota brilhante foi que Toe Blake foi o artilheiro, apesar das pobres exibições da equipe. 
Chicago, após sua vitória na Stanley Cup na temporada passada, começou a se atraplhar no meio da temporada e o dono Frederic McLaughlin não estava feliz. Por conta disso, ele demitiu o técnico Bill Stewart e contratou o asa esquerda Paul Thompson em seu lugar. Mas os Black Hawks continuaram a perder e ficaram na lanterna.
O New York Americans, em terceiro lugar no meio da temporada, desmoronaram na segundo metade e, embora tenha terminado em quarto, teve um percentual de desempenho abaixo de 0,500 e teve a pior defesa da liga. Parte do problema foi a aposentadoria de Ching Johnson e Hap Day na defesa. Al Murray também esteve fora de ação por um período. Apesar disso, o goleiro Earl Robertson participou do segundo Jogo das Estrelas.

### Classificação Final
|                     | PJ | V  | D  | E  | GP  | GC  | Pts |
| ------------------- | -- | -- | -- | -- | --- | --- | --- |
| Boston Bruins       | 48 | 36 | 10 | 2  | 156 | 76  | 74  |
| New York Rangers    | 48 | 26 | 16 | 6  | 149 | 105 | 58  |
| Toronto Maple Leafs | 48 | 19 | 20 | 9  | 114 | 107 | 47  |
| New York Americans  | 48 | 17 | 21 | 10 | 119 | 157 | 44  |
| Detroit Red Wings   | 48 | 18 | 24 | 6  | 107 | 128 | 42  |
| Montreal Canadiens  | 48 | 15 | 24 | 9  | 115 | 146 | 39  |
| Chicago Black Hawks | 48 | 12 | 28 | 8  | 91  | 132 | 32  |

Nota: PJ = Partidas Jogadas, V = Vitórias, D = Derrotas, E = Empates, Pts = Pontos, GP = Gols Pró, GC = Gols Contra
Times que se classificaram aos play-offs estão destacados em negrito..

### Artilheiros
PJ = Partidas Jogadas, G = Gols, A = Assistências, Pts = Pontos, PEM = Penalizações em Minutos
| Jogador          | Time                | PJ | G  | A  | Pts | PEM |
| ---------------- | ------------------- | -- | -- | -- | --- | --- |
| Toe Blake        | Montreal Canadiens  | 48 | 24 | 23 | 47  | 10  |
| Sweeney Schriner | New York Americans  | 48 | 13 | 31 | 44  | 20  |
| Bill Cowley      | Boston Bruins       | 34 | 8  | 34 | 42  | 2   |
| Clint Smith      | New York Rangers    | 48 | 21 | 20 | 41  | 2   |
| Marty Barry      | Detroit Red Wings   | 48 | 13 | 28 | 41  | 4   |
| Syl Apps         | Toronto Maple Leafs | 44 | 15 | 25 | 40  | 4   |
| Tommy Anderson   | New York Americans  | 47 | 13 | 27 | 40  | 14  |
| Johnny Gottselig | Chicago Black Hawks | 48 | 16 | 23 | 39  | 15  |
| Paul Haynes      | Montreal Canadiens  | 47 | 5  | 33 | 38  | 27  |
| Roy Conacher     | Boston Bruins       | 47 | 26 | 11 | 37  | 12  |

Note: GP = Games played, G = Goals, A = Assists, PTS = Points, PIM = Penalties in minutes

## Prêmios da NHL
| Troféu Memorial Calder:    | Frank Brimsek, Boston Bruins  |
| Troféu Memorial Hart:      | Toe Blake, Montreal Canadiens |
| Troféu Memorial Lady Byng: | Clint Smith, New York Rangers |
| Copa O'Brien:              | Toronto Maple Leafs           |
| Troféu Príncipe de Gales:  | Boston Bruins                 |
| Troféu Vezina:             | Frank Brimsek, Boston Bruins  |

### Times das Estrelas
| Primeiro Time                       | Position | Segundo Time                          |
| ----------------------------------- | -------- | ------------------------------------- |
| Frank Brimsek, Boston Bruins        | G        | Earl Robertson, New York Americans    |
| Eddie Shore, Boston Bruins          | D        | Earl Seibert, Chicago Black Hawks     |
| Dit Clapper, Boston Bruins          | D        | Art Coulter, New York Rangers         |
| Syl Apps, Toronto Maple Leafs       | C        | Neil Colville, New York Rangers       |
| Gordie Drillon, Toronto Maple Leafs | RW       | Bobby Bauer, Boston Bruins            |
| Toe Blake, Montreal Canadiens       | LW       | Johnny Gottselig, Chicago Black Hawks |
| Art Ross, Boston Bruins             | Coach    | Red Dutton, New York Americans        |

## Estreias
O seguinte é uma lista de jogadores importantes que jogaram seu primeiro jogo na NHL em 1938–39 (listados com seu primeiro time, asterisco(*) marca estreia nos play-offs):
- Roy Conacher, Boston Bruins
- Frank Brimsek, Boston Bruins
- Ab DeMarco, Chicago Black Hawks
- Don Grosso, Detroit Red Wings
- Sid Abel, Detroit Red Wings
- Jack Stewart, Detroit Red Wings

## Últimos Jogos
O seguinte é uma lista de jogadores importantes que jogaram seu último jogo na NHL em 1938-39 (listados com seu último time):
- Russ Blinco, Chicago Black Hawks
- Paul Thompson, Chicago Black Hawks
- Baldy Northcott, Chicago Black Hawks
- Alex Levinsky, Chicago Black Hawks
- Bob Gracie, Chicago Black Hawks
- Larry Aurie, Detroit Red Wings
- Herbie Lewis, Detroit Red Wings
- Dave Trottier, Detroit Red Wings
- Babe Siebert, Montreal Canadiens
- Jimmy Ward, Montreal Canadiens